# Lucas J. Stal
Lucas J. Stal (1953 ) es un botánico neerlandés y especializado en algas. Estudió biología en la Universidad de Groninga.

## Obra
- ----------, Anthony E. Walsby. 1998. The daily integral of nitrogen fixation by planktonic cyanobacteria in the Baltic Sea. Ed. Netherlands Institute of Ecology. 7 pp.

- Natascha Staats, Lucas J. Stal, Lucas Roelof Mur. 2000. Exopolysaccharide production by the epipelic diatom Cylindrotheca closterium: effects of nutrient conditions. Ed. Netherlands Institute of Ecology. 15 pp.

### Libros
- 1985. Nitrogen-fixing cyanobacteria in a marine microbial mat. Ed. Rijksuniversiteit Groningen. 174 pp.

- ----------, Pierre Caumette. 1994. Microbial mats: structure, development, and environmental significance. Volumen 35 de NATO ASI series: Ecological sciences. Ed. Springer-Verlag. 463 pp. ISBN 3540579753

- 1997. Fermentation in cyanobacteria. Ed. Netherlands Institute of Ecology. 33 pp.

- 2000. Cyanobacterial mats and stromatolites. Ed. Netherlands Institute of Ecology. 60 pp.
- La abreviatura «Stal» se emplea para indicar a Lucas J. Stal como autoridad en la descripción y clasificación científica de los vegetales.[1]